# Elsa Einstein
Elsa Einstein (Hechingen, 18 gennaio 1876 – Princeton, 20 dicembre 1936) è stata la seconda moglie di Albert Einstein e sua cugina di primo grado.

## Biografia
Nacque a Hechingen il 18 gennaio del 1876, figlia di Rudolf Einstein e Fanny Koch. Aveva due sorelle: Hermine, e Paula. Rudolf era un produttore tessile di Hechingen. Durante le regolari visite a Monaco di Baviera con la famiglia ebbe spesso modo di giocare con suo cugino Albert, che, nel suo dialetto svevo chiamava "Albertle". I due si separarono nel 1894, quando Albert insieme con la sua famiglia si trasferì dalla Germania a Pavia.

### I matrimoni

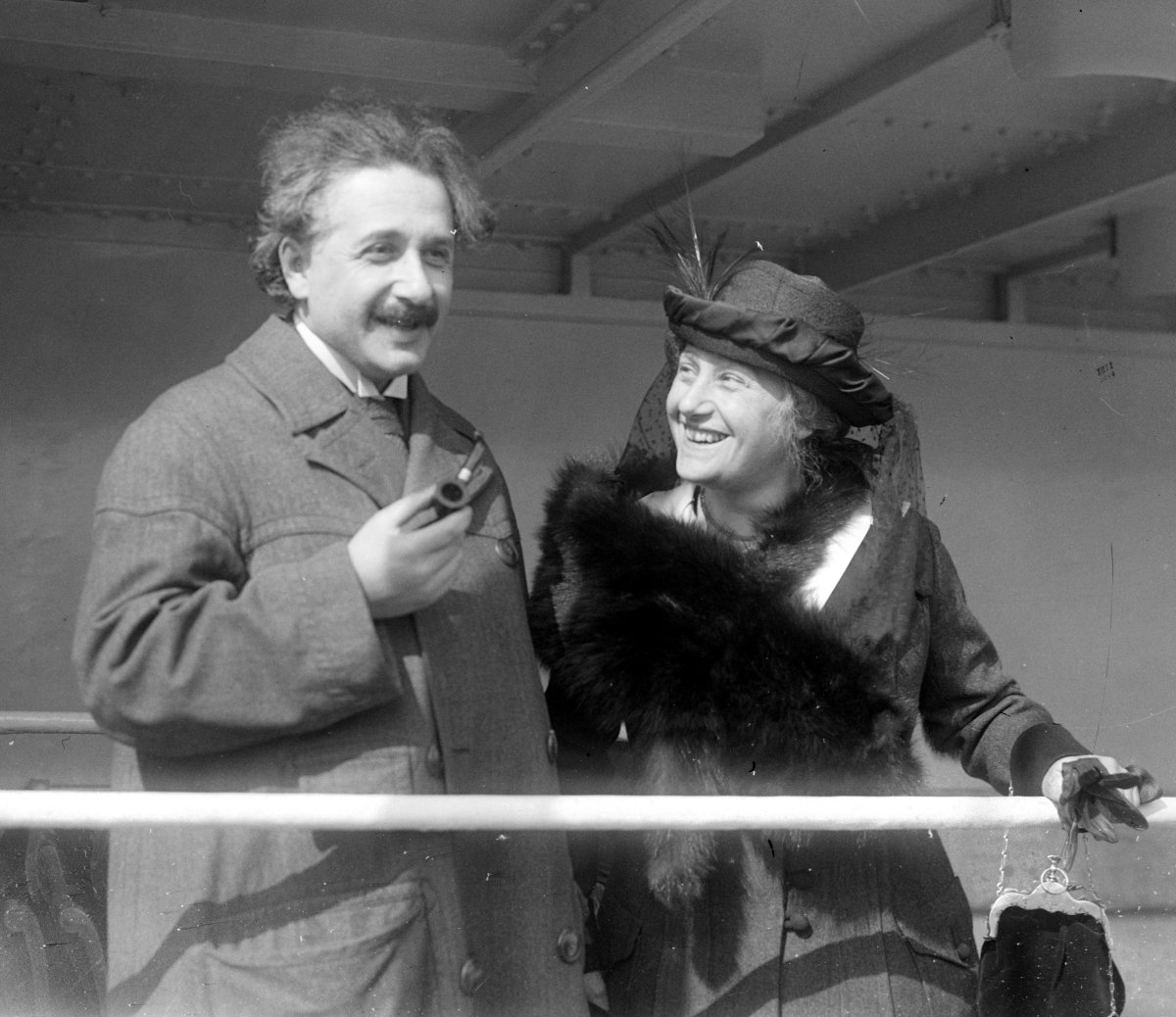
Elsa Einstein con suo marito Albert

Nel 1896, Elsa sposò il commerciante tessile Max Löwenthal, con il quale ebbe tre figli: le figlie Ilse e Margot, ed un figlio di vita breve nato e morto nel 1903. Insieme vissero a Hechingen. Nel 1902, Max trovò lavoro a Berlino, lasciando la famiglia a Hechingen. I due divorziarono l'11 maggio del 1908. In seguito al divorzio, Elsa si trasferì con le due figlie in un appartamento sopra casa dei suoi genitori a Berlino al n° 5 (oggi 8) di Haberlandstrasse. Nel periodo di Pasqua del 1912 iniziò una relazione con suo cugino Albert Einstein, nonostante questi fosse ancora sposato con Mileva Marić, la sua prima moglie. Il divorzio di Einstein dalla Marić fu definitivo nel febbraio del 1919. Elsa sposò Albert nel giugno dello stesso anno. Ilse e Margot, le figlie di Elsa, diventano figliastre di Albert e ne presero il cognome. Tra l'altro, Albert ed Elsa non ebbero mai figli, ma Albert considerava Ilse e Margot come tali. 
Albert, insieme alle figlie e alla moglie formavano una famiglia davvero unita. Vissero insieme a Berlino, ma durante i periodi festivi si recavano spesso in una casa di loro proprietà a Caputh.

### Ultimi anni
Nel 1933 Albert e Elsa, essendo di origini ebraiche, scapparono dalla Germania nazista per non essere perseguitati, emigrando a Princeton, nel New Jersey. Nell'autunno del 1935 si trasferirono in una casa a Mercer Street, acquistata nell'agosto 1935. 

#### Morte
Poco tempo dopo il trasferimento Elsa sviluppa un occhio gonfio, e successivamente le vengono diagnosticate malattie cardiache e renali. Elsa muore dopo una dolorosa malattia il 20 dicembre 1936, nella sua casa di Mercer Street. Albert soffrì molto a causa di questa perdita.

## Elsa Einstein nella cultura di massa
- Nella serie televisiva Genius, che narra la vita di suo marito e cugino Albert, è interpretata da Emily Watson (da anziana) e Gwendolyn Ellis (da giovane).